# Bartley (stacja metra)
Bartley – stacja podziemna Mass Rapid Transit (MRT) na Circle Line w Singapurze. Znajduje się pod Bartley Road obok Maris Stella High School.